# Varilla
Varilla är ett släkte av korgblommiga växter. Varilla ingår i familjen korgblommiga växter.
Kladogram enligt Catalogue of Life:
| Varilla | \| \| Varilla mexicana \| \| \| \| \| \| Varilla texana \| \| \| \| |
|         | \| \| Varilla mexicana \| \| \| \| \| \| Varilla texana \| \| \| \| |
|         | Varilla mexicana                                                    |
|         |                                                                     |
|         | Varilla texana                                                      |
|         |                                                                     |